# Iris tuberosa
La bellavedova (Iris tuberosa (L.) Mill.), anche nota come bocca di lupo, è una pianta della famiglia delle Iridaceae.

## Descrizione

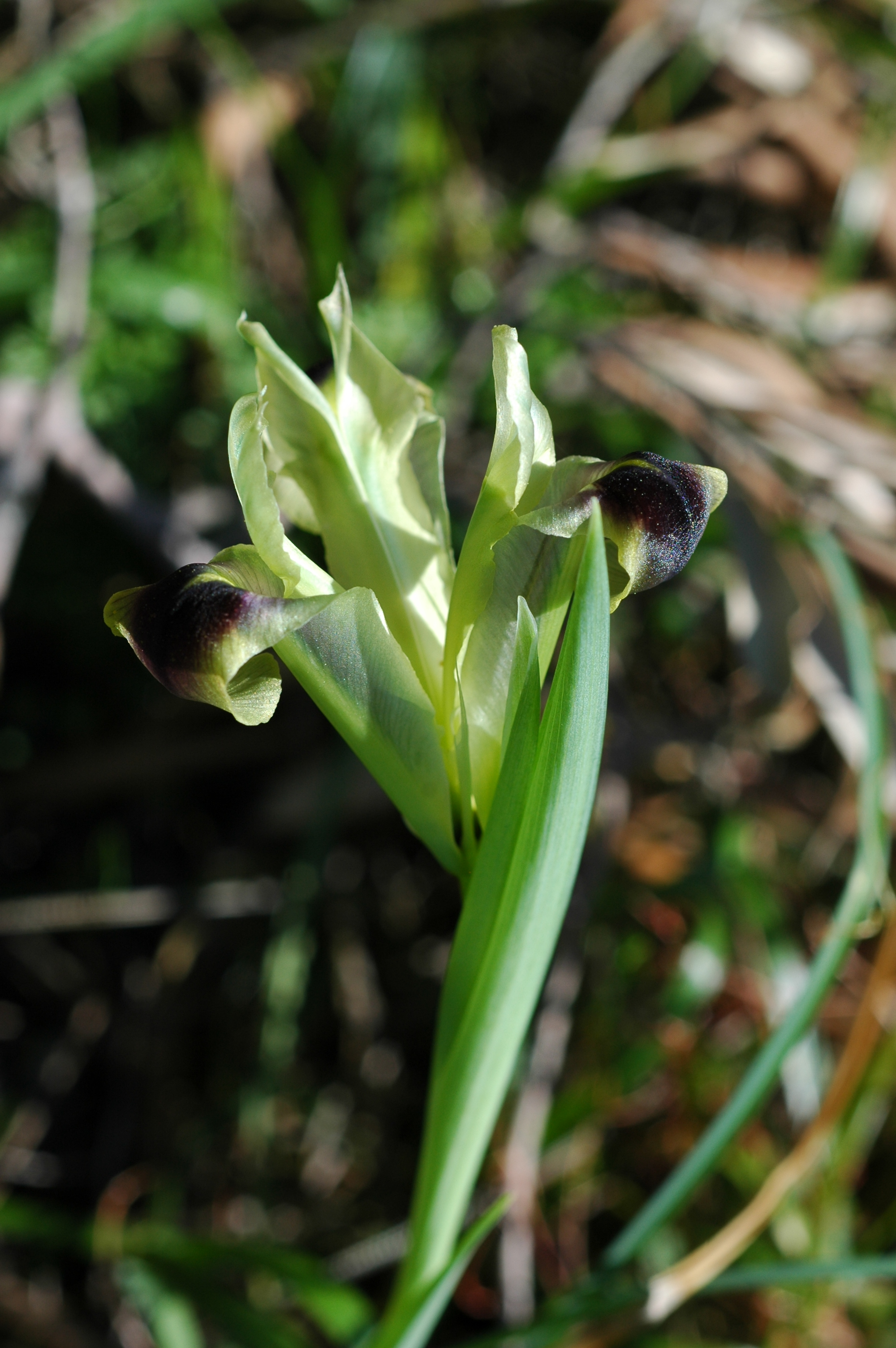
Fiore.

Pianta erbacea perenne. Dal rizoma orizzontale o quasi orizzontale, originano uno o più tuberi allungati e quasi cilindrici, da considerarsi come i rizomi nascenti da svilupparsi negli anni seguenti. Annualmente si formano radici avventizie e fusti. Ciascuno stelo appare singolo, diritto, cilindrico e liscio, con foglie lineari, con nervature parallele e dalla sezione quadrangolare, larghe alla base ed inguainanti lo stelo.
Dallo stelo emerge un unico fiore, dal perigonio tubiforme e assai stretto. Le lacinie che lo compongono sono prevalentemente di colore verdognolo o giallastro, soprattutto quelle interne, così come gli stimmi. Le lacinie interne sono diritte, strette, quasi lineari, ma più larghe in alto, dove presentano, lungo il margine, alcuni piccoli denti e, all'apice, una lunga punta assai acuta. Più lunghe di queste sono le lacinie esterne, le cui estremità superiori, poco smarginate, sono piegate verso il basso e di colore violetto o marrone, dall'aspetto quasi vellutato. Le antere, di colore giallo, sono anch'esse più lunghe delle lacinie interne ed emergono dal fiore. Gli stimmi sono un poco più corti delle lacinie esterne. Lo stilo è corto, triangolare, robusto, saldato nella parte inferiore con il tubo del perigonio. L'ovario ha forma allungata ed è di colore verde pallido; è uniloculare e formato da tre pezzi, che al centro presentano i setti, i quali sono corti e non raggiungono l'asse della cavità dell'ovario: gli ovuli sono numerosi. La base del fiore e dell'ovario sono protette da una brattea che parte da metà del fusto.
La capsula è membranacea, quasi gonfia, ovale-allungata, acuta, si apre solo verso l'apice in tre valve ed ha una sola loggia con tre setti poco sporgenti al centro di ciascuna valva. I semi sono molti, quasi tondeggianti, con la testa alquanto rilasciata e ingrossata all'apice in una sostanza gelatinosa. L'ilo è piccolo e situato alla base. L'embrione è piccolo, ovato, diritto, racchiuso in un albume corneo in prossimità dell'ilo: la sua radichetta giunge sino all'ilo.
Il periodo di fioritura va da febbraio a marzo.

## Distribuzione e habitat
La specie è nativa del bacino del Mediterraneo, diffusa nella sua porzione settentrionale, dalla Turchia alla Francia. Successivamente è stata introdotta in Spagna, Gran Bretagna e Paesi Bassi. Ne è segnalata la presenza dubbia in Nordafrica e Israele.
Nella regione geografica italiana, la specie è spontanea sia nell'Italia peninsulare, salvo alcune aree alpine e fino ad un'altitudine di 1400 m, sia in Sicilia e Corsica. Sebbene in Sardegna e nella Pianura Padana fosse presente solo limitatamente, ora la specie vi risulta naturalizzata.
Cresce nei luoghi selvatici, sui muri e nei prati e in luoghi incolti.

## Tassonomia

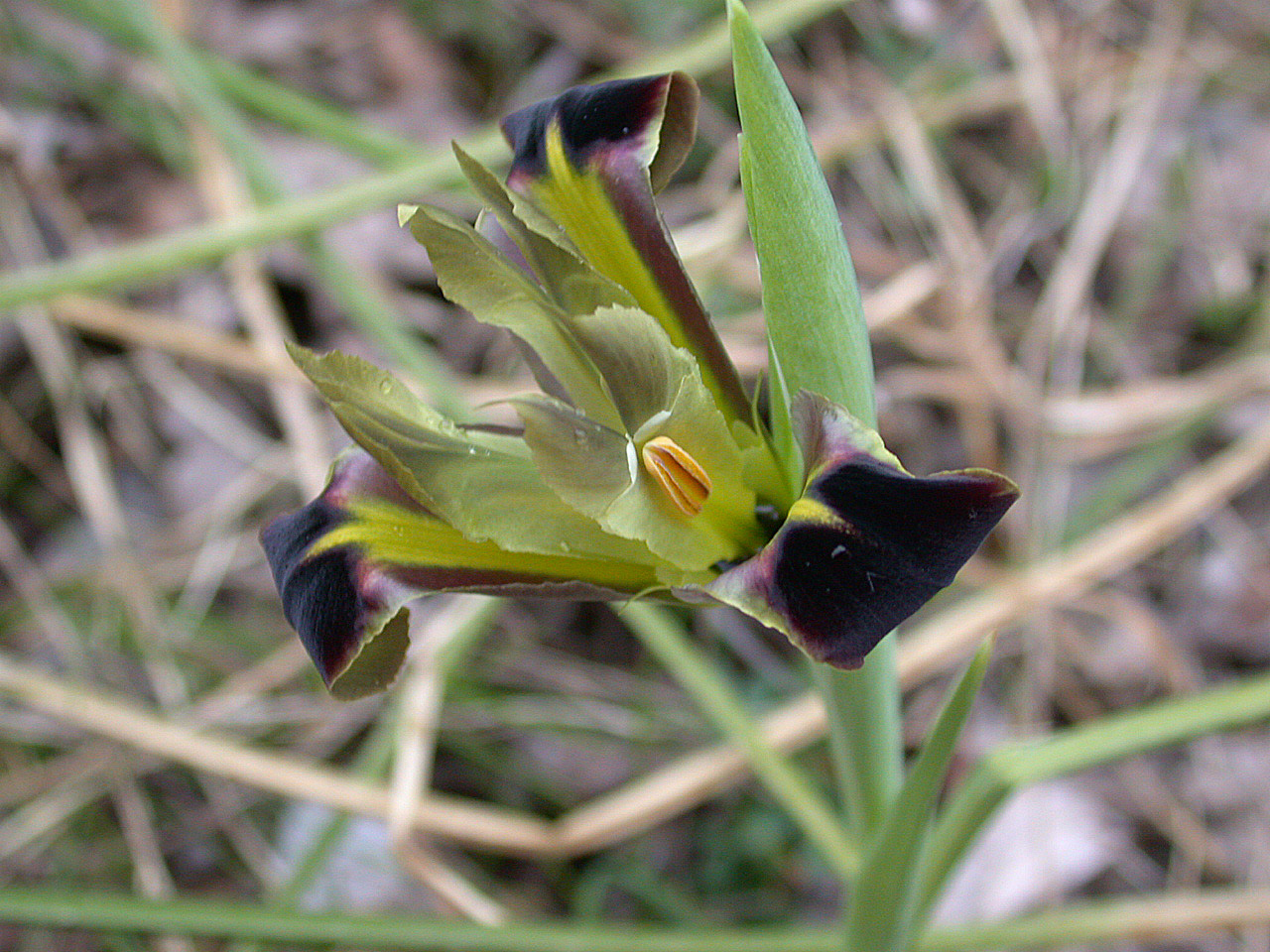
Fiore

Descritta da Linneo nel 1753, fu da lui attribuita al genere Iris, piuttosto numeroso. Nel XIX secolo, dal genere Iris furono creati diversi nuovi generi e, seguendo una proposta già avanzata da Joseph Pitton de Tournefort sulla base della forma della radice, nel 1812 Richard Anthony Salisbury creò il genere Hermodactylus (dal sostegno – inteso come radice – a forma di dita), che includeva I. tuberosa come unica specie. Filippo Parlatore, seguito da botanici di scuola francese, individuò a metà Ottocento alcune altre caratteristiche morfologiche che distinguono la specie dalle altre presenti nel genere Iris, come l'ovario e la cassula uniloculare.
Studi molecolari condotti presso i Kew Gardens nel 2000 hanno portato a ricongiungere il genere Hermodactylus al genere Iris, di cui costituisce il sottogenere Hermodactyloides.

## Etimologia
La specie è stata identificata con la pianta che gli antichi Greci indicavano come Ερμοδάκτυλος, da cui derivano sia il nome comune "ermodattilo" sia il termine utilizzato per il genere Hermodactylus, e per il quale sono presenti in letteratura due possibili etimologie, che fanno riferimento alla peculiare forma digitata del rizoma. Alcuni lo interpretano come un nome composto dal greco antico: ἔρμα?, érma ("base") e δακτυλοϛ, dáctylos ("dito"); altri lo considerano una composizione di Ἑρμῆς Hermês ("Ermes") e δακτυλοϛ, dáctylos ("dito"), da cui la radice deriverebbe dalle dita del dio.